# Nicomedes III de Bitinia
Nicomedes III Evergetes (en griego antiguo: Νικομήδης Εὐεργέτης Nikomḗdēs Euergétēs) fue rey de Bitinia, un antiguo reino helenístico ubicado en Asia Menor. Reinó del 127 A.C. al 94 A.C. Sucedió a su padre Nicomedes II en el trono, y a su vez se hizo suceder por su hijo Nicomedes IV, quien sería el último rey de Bitinia al no tener hijos y legar el reino a la República Romana.
Se nombró a sí mismo gobernante de Paflagonia -una antigua área entre Bitinia y el Ponto- y con el objetivo de anexarse Capadocia se casó con Laodice, la viuda de Ariarates VI, quien viajó a Bitinia cuando Mitrídates VI –uno de los grandes enemigos de Roma- amenazó con anexar dicho reino. No obstante, los planes de Nicomedes fueron infructuosos, pues los dos hijos de Laodice murieron, y los romanos le exigieron cesar toda pretensión sobre Capadocia, y abandonar Paflagonia. El último intento por reclamar dichos territorios lo hizo apoyando a un impostor al trono, pero el complot fue descubierto por los romanos, y estos le hicieron retirarse.